# Lilly Bonato
Lilly Bonato, pseudonimo di Carla Bombonato (Lendinara, 24 febbraio 1947 – Barlassina, 28 luglio 2021), è stata una cantante italiana.
La Bonato viene considerata una delle ultime "urlatrici" degli anni sessanta.

## Biografia

### Gli inizi
Nasce a  Lendinara e fin da giovane si interessa di musica, partecipando a numerosi concorsi fino a quando, nel 1962, viene scoperta da Gianni Fallabrino, che la ingaggia nella nuova casa discografica Meazzi.
La sua carriera di cantante ha il via nel 1963 al Burlamacco di Viareggio con il brano Luna continentale. Nello stesso anno prende parte anche al Festival di Zurigo ed alla Mostra Internazionale di Musica Leggera di Venezia, nella quale si piazza al primo posto con il brano La nostra età, conquistando così la Gondola d'oro.
Sull'onda dell'enorme successo dell'hully gully la Bonato incide La settimana, ottenendo un discreto successo.

### Sanremo 1964 e altri concorsi
Dopo il grande successo dell'anno precedente approda al Festival di Sanremo 1964 con il brano Tu piangi per niente, scritto da Piero Soffici e Vito Pallavicini, un twist presentato in abbinamento con il cantante Richard Moser jr.. Il brano non entrò tra i finalisti.
Nello stesso anno partecipa ad Un disco per l'estate, arrivando alla finale con un brano rock L'ho conosciuto al mare, scritto ed arrangiato da Fallabrino e Specchia, che entra nella hit parade di quell'anno.
Partecipa anche al Festival di Barcellona, nel quale ottiene un grande successo anche in Spagna con il brano No tengo no edad. La Bonato è nuovamente in gara anche al Festival di Zurigo con il brano La fine del mondo.

### La televisione e la fine degli anni '60

Lilly Bonato, Tony Dallara, Iva Zanicchi e Jimmy Fontana nel varietà televisivo I capostipiti RAI 1965

Nel 1965 arriva in televisione con la trasmissione La fiera dei sogni condotta da Mike Bongiorno, dove lancia il singolo La fine del mondo, un brano scritto da Specchia e Fallabrino. In seguito incide anche Butterfly, composto e arrangiato da Luciano Beretta, che nel retro del 45 giri contiene uno dei suoi brani più poetici, dal titolo Il mio solo amore.
Nel 1966 esce Il ragazzo beat, brano composto da Leo Chiosso, pubblicato come singolo contenente nel retro Serenata al chiaro di luna, cover di Moonlight Serenade di Glenn Miller tradotta in italiano da Giorgio Calabrese. Il singolo entra in classifica.
Nel 1967 partecipa al programma Settevoci condotto da Pippo Baudo con il brano E se vincesse l'amore, che promuove vincendo alcune puntate del programma. Nel retro del disco è presente il brano Non mi dire più bugie, cover I Don't Need Kind of Lovin'. Nello stesso anno pubblica il singolo Comincio così che presenta nel retro Fatti miei, cover di Every Day.
Nel 1968 incide Il prossimo aereo per Londra, cover di Next Plane to London di Gist Kenny tradotta per l'occasione da Mogol. Il disco non riscuote molto successo.

### Gli anni 2000
Ha partecipato alla trasmissione di Paolo Limiti come ospite in Ci vediamo in TV.

## Discografia

### 45 giri
- 1963 - Luna continentale/La nostra età (Meazzi, M 01233; inciso insieme ad Ennio Sangiusto)
- 1963 - Vieni via/Taci (Meazzi, M 01233; lato B cantato da Rocco Montana)
- 1964 - Tu piangi per niente/Il ragazzo (Meazzi, M 01241)
- 1964 - La sfida/La nostra età (Meazzi, M 01249)
- 1964 - L'ho conosciuto al mare/La sfida (Meazzi, M 01260)
- 1965 - È la fine del mondo/Un amore senza fine (Meazzi, M 01264[4])
- 1965 - Butterfly/Il mio solo amore (Meazzi, M 01286[5]
- 1966 - Il ragazzo beat/Serenata al chiaro di luna (Meazzi, M 01299[6])
- 1967 - E se vincesse l'amore/Non mi dire più bugie (Meazzi, M 01308[7])
- 1967 - Comincio così/Fatti miei (Meazzi, M 01316[8])
- 1968 - Il prossimo aereo per Londra/Io mi sbaglierò (Meazzi, M 01328[2])

### EP
- 1964 - No Tengo Edad/Tu Lloras Por Nada/Oye Muchachito/Eh, Basta Ya (Bentler, 51.358; pubblicato in Spagna)

## Filmografia
- I ragazzi dell'Hully Gully, regia di Marcello Giannini e Carlo Infascelli (1964)